# Pazar (Rize)
Pazar (lasisch Atina) ist eine türkische Küstenstadt am Schwarzen Meer und Hauptort des gleichnamigen Landkreises (İlçe) in der Provinz Rize. Die Stadt liegt rund 40 km nordöstlich der Provinzhauptstadt Rize. 1928 wurde der Stadtname von Atina in Pazar umgeändert, was Marktplatz bedeutet. Pazar ist eine der ältesten Siedlungen der Gegend und liegt an der parallel zur Schwarzmeerküste verlaufenden Schnellstraße D010.
Der Landkreis grenzt im Westen an den Kreis Çayeli, im Süden an den Kreis Hemşin, im Südosten an den Kreis Çamlıhemşin sowie im Osten an den Kreis Ardeşen. Das Terrain ist gebirgig und besitzt tiefe Flusstäler. Die Sommer sind kühl, während die Winter niederschlagsreich und feucht sind. Der größte Fluss des Landkreises ist der Hemşin Deresi.
34 km östlich von Pazar ist beim Dorf Yeşilköy der Flugplatz Rize-Artvin Havalimanı im Bau.
Der Kreis besteht neben der Kreisstadt (viertgrößte Stadt der Provinz) aus 48 Dörfern (Köy) mit durchschnittlich 293 Bewohnern. Die Skala der Einwohnerzahlen reicht von 1387 (Hamidiye) bis 37 (Şentepe), 15 Dörfer haben mehr als 293 Einwohner. Die beiden Dörfer Kocaköprü und Ocak wurden 2018 zu Stadtvierteln (Mahalle) der Kreisstadt. Mit 183,5 Einw. je km² hat der Kreis eine doppelt so hohe Bevölkerungsdichte wie die Provinz.

## Söhne und Töchter der Stadt
- Kenan Karagöz (1938–1989), Schauspieler
- Birol Topaloğlu (* 1965), Musiker
- Selçuk Görmüş (* 1984), Fußballtorwart
- Beycan Kaya (* 1988), Fußballtorhüter
- Birol Parlak (* 1990), Fußballspieler
- Barış Alper Yılmaz (* 2000), Fußballspieler